# Соколова, Наталья Львовна
Ната́лья Льво́вна Соколо́ва (23 октября 1973, Челябинск) — российская биатлонистка. В биатлоне с 1996 года, член национальной команды Беларуси с 2004 года, с сезона 2007—2008 стала снова выступать за сборную России.
Тренер — А. А. Брылов.

## Достижения

### Чемпионаты мира
- 5-е место, эстафета — 2007

### Кубок мира
- Сезон 1998/99 — 58-е место в общем зачете
- Сезон 1999/00 — 68-е место в общем зачете
- Сезон 2003/04 — 69-е место в общем зачете
- Сезон 2005/06 — 32-е место в общем зачете
- Сезон 2006/07 — 18-е место в общем зачете
- Сезон 2008/09 — 70-е место в общем зачете
- Сезон 2009/10 — 80-е место в общем зачете

### Кубок IBU
В сезоне 2008/2009 выиграла Кубок IBU в общем зачете, спринте и гонке преследования

### Летний биатлон
Четырнадцатикратная чемпионка мира (самая титулованная спортсменка в этой разновидности биатлона; имеет неофициальное прозвище «Королева летнего биатлона»).